# Batrachoseps campi
Batrachoseps campi är en groddjursart som beskrevs av Marlow, Brode och David Burton Wake 1979. Batrachoseps campi ingår i släktet Batrachoseps och familjen lunglösa salamandrar. IUCN kategoriserar arten globalt som starkt hotad. Inga underarter finns listade.

## Bildgalleri

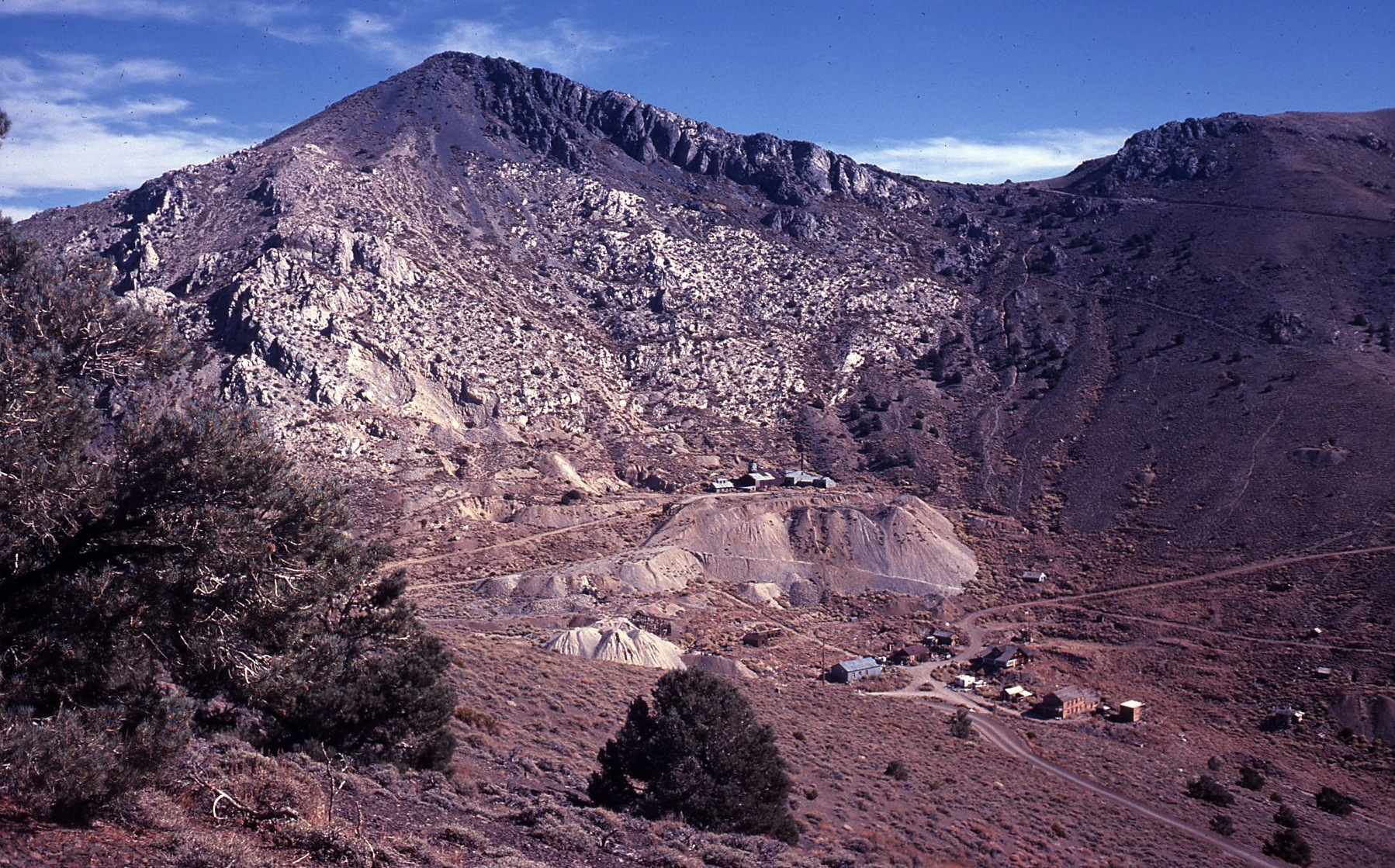